# 学期
学期（がっき）は、学校の1年間（1学年）の課程をいくつかの時期に分割したそれぞれの単位のことである。
日本の小学校、中学校、高等学校などは3学期制を採用しているのが一般的だが、2学期制を採用している地域や学校も少なくない。日本の第1学期（または前期）は4月から始まる。大学などの高等教育では2学期制が一般的だが、一部（医学部など）は3学期制を採用している場合もある。
2学期制の場合は、第1学期を「前期」、第2学期を「後期」と呼び、これをドイツ語や英語では「セメスター（semester、ラテン語の「semestris（6か月）」に由来）」という。ヨーロッパでは「夏学期」、「冬学期」という場合もある。
4学期制を採用する国としてペルーがある。また、学期制そのものを採用していない国としてネパールがある。
なお、日本の大学は小・中・高等学校と同様に4月から始まる（経緯については入学を参照）。欧米は9月から始まる。国外からの帰国生徒の円滑な受け入れのために、9月入学を受け入れている大学もある。

## 種類
1学期制（通期制）
1年間の課程を複数の学期に分けない制度。土浦日本大学中等教育学校などが採用している。
2学期制（前後期制、セメスター制）
1年間の課程を2つに分ける制度。大学で多く採用され、日本の一部の小・中・高等学校も採用している（2学期制#主な実施地域・学校参照）。
3学期制
1年間の課程を3つに分ける制度。日本の多くの小・中・高等学校が採用している他、長岡技術科学大学や国際基督教大学なども採用している。
4学期制（クォーター制）
1年間の課程を4つに分ける制度。産業技術大学院大学、会津大学大学院、高知工科大学、高知工科大学大学院、東京工科大学大学院、武蔵野大学、新潟大学、ものつくり大学、ものつくり大学大学院、自修館中等教育学校などが採用している。
他にロシアやフィリピンの学校、2学期制（セメスター制）を採用していないアメリカの大学などが採用している。
5学期制
1年間の課程を5つに分ける制度。淑徳巣鴨中学校・高等学校、白根開善学校中等部・高等部などが採用している。
6学期制
1年間の課程を6つに分ける制度。神戸情報大学院大学などが採用している。

## 一覧表
|         | 4月           | 5月           | 6月           | 7月           | 8月        | 9月        | 10月          | 11月          | 12月          | 1月           | 2月        | 3月        |
| ------- | ------------- | ------------- | ------------- | ------------- | ---------- | ---------- | ------------- | ------------- | ------------- | ------------- | ---------- | ---------- |
| 1学期制 | ※通期制       | ※通期制       | ※通期制       | ※通期制       | ※通期制    | ※通期制    | ※通期制       | ※通期制       | ※通期制       | ※通期制       | ※通期制    | ※通期制    |
| 2学期制 | 前期/1学期    | 前期/1学期    | 前期/1学期    | 前期/1学期    | 前期/1学期 | 前期/1学期 | 後期/2学期    | 後期/2学期    | 後期/2学期    | 後期/2学期    | 後期/2学期 | 後期/2学期 |
| 3学期制 | 1学期         | 1学期         | 1学期         | 1学期         | [ 注釈 1 ] | 2学期      | 2学期         | 2学期         | 2学期         | 3学期         | 3学期      | 3学期      |
| 4学期制 | 第1クォーター | 第1クォーター | 第2クォーター | 第2クォーター | 夏季休業   | 夏季休業   | 第3クォーター | 第3クォーター | 第4クォーター | 第4クォーター | 冬季休業   | 冬季休業   |
| 5学期制 | 1学期         | 1学期         | 2学期         | 2学期         | 2学期      | 3学期      | 3学期         | 4学期         | 4学期         | 5学期         | 5学期      | 5学期      |
| 6学期制 | 1学期         | 1学期         | 2学期         | 2学期         | 3学期      | 3学期      | 4学期         | 4学期         | 5学期         | 5学期         | 6学期      | 6学期      |